# Festival international du film de Carthagène
 (juin 2015).
 (juillet 2025).
Si vous disposez d'ouvrages ou d'articles de référence ou si vous connaissez des sites web de qualité traitant du thème abordé ici, merci de compléter l'article en donnant les références utiles à sa vérifiabilité et en les liant à la section « Notes et références ».
Le festival international du film de Carthagène (ou FICCI, pour le nom officiel en espagnol : Festival Internacional de Cine de Cartagena de Indias) est un festival de cinéma international fondé en 1960 et basé à Carthagène des Indes en Colombie. La récompense suprême du festival est nommée la Catalina de Oro. Le festival, qui est pour la région l’unique festival où entrent en compétition des films ibéro-américains, se déroule tous les ans pendant une semaine, de fin février à début mars.

## Palmarès

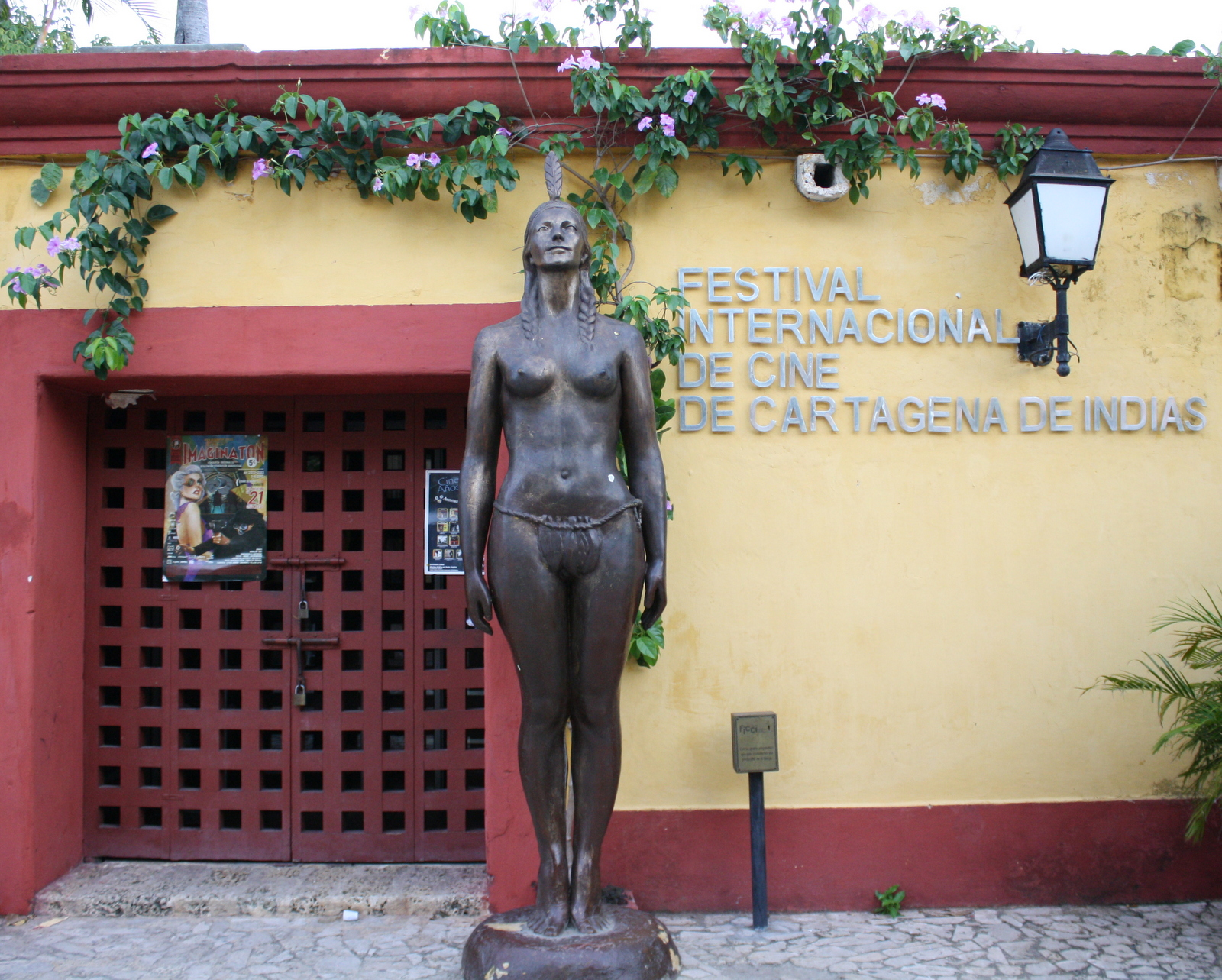
Statue d'India Catalina, symbole de Carthagène des Indes et modèle de la Catalina de Oro.

### Catalina de Oro

#### Catalina de Orodu meilleur film
- 1969 : L'Employé (El dependiente) de Leonardo Favio
- 1973 : Espejismo d'Armando Robles Godoy
- 1974 : Los siete locos de Leopoldo Torre Nilsson
- 1976 : Furtivos de José Luis Borau
- 1977 : La cantata de Chile de Humberto Solás
- 1979 : El pez que fuma de Román Chalbaud
- 1985 : Oriana de Fina Torres
- 1986 : 
  - Una novia para David d'Orlando Rojas
  - Visa USA de Lisandro Duque Naranjo (Pélican d'or)
- 1991 : Moi, la pire de toutes (Yo, la peor de todas) de María Luisa Bemberg
- 1992 : Talons aiguilles (Tacones lejanos) de Pedro Almodóvar
- 1993 : O Corpo de José Antonio Garcia
- 1994 : A Saga do Guerreiro Alumioso de Rosemberg Cariry
- 1996 : Sin remitente de Carlos Carrera
- 1998 : Bajo bandera de Juan José Jusid
- 2000 : 
  - Garage Olimpo de Marco Bechis
  - Orfeu de Carlos Diegues
- 2001 : La Vie peu ordinaire de Dona Linhares (Eu Tu Eles) d'Andrucha Waddington
- 2002 : À la gauche du père (Lavoura arcaica) de Luiz Fernando Carvalho
- 2003 : La Cité de Dieu (Cidade de Deus) de Fernando Meirelles et Kátia Lund
- 2004 : Carandiru d'Héctor Babenco
- 2005 : Sumas y restas de Víctor Gaviria
- 2006 : La última luna de Miguel Littín
- 2007 : La edad de la peseta de Pavel Giroud
- 2008 : Maldeamores de Carlitos Ruiz Ruiz et Mariem Pérez Riera
- 2009 : Lake Tahoe de Fernando Eimbcke
- 2010 : Gigante d'Adrián Biniez
- 2011 : Santiago 73, post mortem (Post mortem) de Pablo Larraín
- 2012 : El estudiante de Santiago Mitre
- 2013 : Tabou (Tabu) de Miguel Gomes
- 2014 : Tierra en la lengua de Rubén Mendoza
- 2015 : Ixcanul de Jayro Bustamante
- 2016 : Rodéo (Boi Neon) de Gabriel Mascaro
- 2017 : Viejo calavera de Kiro Russo
- 2018 : Cocote (en) de Nelson Carlo de Los Santos Arias

#### Catalina de Orodu meilleur acteur
- 1974 : Alfredo Alcón pour Los siete locos
- 1976 : Max von Sydow pour Les Trois Jours du Condor (Three Days of the Condor)
- 1980 : Klaus Kinski pour Nosferatu, fantôme de la nuit (Nosferatu: Phantom der Nacht)
- 1986 : Miguel Ángel Solá pour Malayunta
- 1991 : Antonio Banderas pour Attache-moi ! (¡Átame!)
- 1993 : Antônio Fagundes pour O Corpo
- 1998 : Luis Alberto García pour Zafiros, locura azul
- 1999 : Darío Grandinetti pour El día que murió el silencio
- 2000 : Salvador del Solar pour Pantaleón y las visitadoras
- 2001 : Gianfranco Brero pour Tinta roja
- 2002 : Rodrigo Santoro pour Bicho de Sete Cabeças
- 2003 : John Álex Toro pour La primera noche
- 2004 : Wagner Moura pour Marchands sur les nuages (O Caminho das Nuvens)
- 2005 : Luis Tosar pour Ne dis rien (Te doy mis ojos)
- 2006 : Damián Alcázar pour Investigations (Crónicas)
- 2007 : Jaime Vadell pour Padre nuestro
- 2008 : Caio Blat pour Proibido proibir
- 2009 : Filipe Duarte pour  Entre os dedos
- 2010 : Horacio Camandule pour Gigante
- 2011 : Gabino Rodríguez pour Asalto al cine
- 2012 : Esteban Lamothe pour El estudiante
- 2013 : Tous les acteurs de Aquí y Allá
- 2014 : Fernando Bacilio pour El mudo

#### Catalina de Orode la meilleure actrice
- 1976 : Isabelle Adjani pour L'Histoire d'Adèle H.
- 1982 : Florina Lemaitre pour Pura sangre
- 1984 : Débora Bloch pour Noites do Sertão
- 1985 : Norma Aleandro pour L'Histoire officielle (La historia oficial)
- 1991 : Marília Pêra pour Dias Melhores Virão
- 1992 : Marisa Paredes pour Talons aiguilles (Tacones lejanos)
- 1994 : Ana Álvarez pour La madre muerta
- 1996 : Adriana Esteves, Cláudia Liz et Drica Moraes pour As Meninas
- 1997 : Luciana Rigueira pour Quem Matou Pixote?
- 1998 : Sílvia Águila pour Amor vertical
- 2000 : 
  - Daisy Granados pour Las profecías de Amanda
  - Dolores Heredia pour Esperanza et ses saints (Santitos)
- 2001 : Regina Casé pour La Vie peu ordinaire de Dona Linhares (Eu Tu Eles)
- 2002 : Lydia Bosch pour You're the One (una historia de entonces)
- 2003 : Leonor Watling pour Ma mère préfère les femmes (surtout les jeunes...) (A mi madre le gustan las mujeres)
- 2005 : Mariana Loyola pour Cachimba
- 2006 : Flora Martínez pour Rosario (Rosario Tijeras)
- 2007 : Magaly Solier pour Madeinusa
- 2008 : Inés Efron pour XXY
- 2009 : Catalina Saavedra pour La nana
- 2010 : Teresa Ruiz pour Viaje redondo et Alma Blanco pour La Yuma
- 2011 : Claudia Celedón pour Les Vieux Chats
- 2012 :
- 2013 :

#### Catalina de Orodu meilleur réalisateur
- 1976 : Robert Altman pour Nashville
- 1998 : Montxo Armendáriz pour Les Secrets du cœur (Secretos del corazón)
- 2000 : Gabriel Retes pour Un dulce olor a muerte
- 2001 : Silvio Caiozzi pour Coronación
- 2002 : 
  - Luiz Fernando Carvalho pour À la gauche du père (Lavoura Arcaica)
  - José Luis Garci pour You're the One (una historia de entonces)
- 2003 : Fernando Meirelles pour La Cité de Dieu (Cidade de Deus)
- 2004 : Fernando Pérez Valdés pour Suite Habana
- 2005 : Víctor Gaviria pour Sumas y restas
- 2006 : Fabián Bielinsky pour El aura
- 2007 : Agustín Díaz Yanes pour Capitaine Alatriste
- 2008 : Rodrigo Plá pour La Zona, propriété privée
- 2009 : José Luis Cuerda pour Los girasoles ciegos
- 2010 : Adrián Biniez pour Gigante
- 2011 : Diego Vega Vidal pour Octubre
- 2012 : Alejandro Landes pour Porfirio
- 2013 : Juan Carlos Maneglia et Tana Schembori pour 7 Boxes
- 2014 : Alejandro Fernández Almendras pour To Kill a Man

#### Catalina de Orodu meilleur scénario
- 1985 : Antoine Lacomblez et Fina Torres pour Oriana
- 1991 : Antônio Calmon, Carlos Diegues, Vicente Pereira et Vinícius Vianna pour Dias Melhores Virão
- 1993 : José Antonio Garcia et Alfredo Oroz pour O Corpo
- 1996 : David Neves pour As Meninas
- 1998 : Paulo Halm et José Roberto Torero pour Pequeno Dicionário Amoroso
- 2000 : Víctor Laplace pour El mar de Lucas
- 2001 : Alberto Lecchi, Daniel García Molt et Daniel Romañach pour Nueces para el amor
- 2002 : Orlando Lübbert pour Un taxi pour trois (Taxi para tres)
- 2003 : Marcelo Figueras et Marcelo Piñeyro pour Kamchatka
- 2004 : Gonzalo Justiniano pour B-Happy, j'ai peur de rien (B-Happy)
- 2005 : Yareli Arizmendi, Sergio Guerrero et Sergio Arau pour A Day Without a Mexican (en)
- 2006 : Paula del Fierro et Julio Rojas pour Mi mejor enemigo
- 2007 : Francisco Vargas pour Le Violon
- 2008 : Carlitos Ruiz Ruiz et Jorge González pour Maldeamores
- 2009 : Fernando Eimbcke et Paula Markovitch pour Lake Tahoe
- 2010 : Adrián Biniez pour Gigante
- 2011 : Natalia Smirnoff pour Puzzle
- 2012 :
- 2013 :

#### Catalina de Orode la meilleure photographie
- 1984 : José Tadeu Ribeiro pour Noites do Sertão
- 1990 : Carlos Sánchez pour María Cano
- 1998 : Javier Aguirresarobe pour Les Secrets du cœur (Secretos del corazón)
- 2000 : Javier Aguirresarobe pour La Fille de tes rêves (La niña de tus ojos)
- 2001 : David Bravo pour Coronación
- 2002 : Walter Carvalho pour À la gauche du père (Lavoura Arcaica)
- 2003 : Sergio García pour Como el gato y el ratón et pour La primera noche
- 2004 : Raúl Pérez Ureta pour Suite Habana
- 2005 : Miguel Abal pour Cachimba
- 2006 : Miguel Ioann Littin Menz pour La última luna
- 2007 : Martín Boege pour Le Violon
- 2008 : Emiliano Villanueva pour La Zona, propriété privée
- 2009 : Alexis Zabe pour Lake Tahoe
- 2010 : Lucio Bonelli et Julia Solomonoff pour Le Dernier Été de la Boyita
- 2011 :
- 2012 :
- 2013 :
- 2021 :
- 2022 :

#### Catalina de Orodu meilleur chef décorateur
- 2000 : Eugenio Caballero et Salvador Parra pour Esperanza et ses saints (Santitos)

#### Catalina de Orodu meilleur second rôle féminin
- 1997 : Tuca Andrada pour Quem Matou Pixote?
- 1998 : Charo López pour Secretos del corazón
- 2000 : María Galiana pour Solas
- 2001 : Adela Secall pour Coronación
- 2002 : Tamara Acosta pour La fiebre del loco
- 2003 : Paula Ali pour Rien (Nada)
- 2004 : Lorene Prieto pour B-Happy, j'ai peur de rien (B-Happy)
- 2005 : Sílvia Lourenço pour Contra todos
- 2006 : 
  - Luisa María Jiménez pour Barrio Cuba
  - Lucia Snieg pour Las mantenidas sin sueños
- 2007 : Graciela Borges pour Las manos
- 2008 : Silvia Brito pour Maldeamores
- 2009 : Tônia Carrero, Cássia Kiss, Betty Faria, Maria Flor, Clarisse Abujamra, Miriam Mehler, Conceição Senna, Marly Marley, Selma Egrei pour Tourbillons
- 2010 : Mirella Pascual pour Le Dernier Été de la Boyita
- 2011 :
- 2012 :
- 2013 :

#### Catalina de Orodu meilleur second rôle masculin
- 1997 : Roberto Bomtempo pour Quem Matou Pixote?
- 2001 : Jorge Perugorría pour Liste d'attente (Lista de espera)
- 2002 : Fernando Gómez Rovira pour Un taxi pour trois (Taxi para tres)
- 2003 : Luis Wigdorsky pour El Leyton
- 2004 : Ivan de Almeida, Caio Blat, Ricardo Blat, Gero Camilo, André Ceccato, Milhem Cortaz, Enrique Díaz, Milton Gonçalves, Ailton Graça, Antônio Grassi, Sérgio Loroza, Wagner Moura, Dionísio Neto, Robson Nunes, Floriano Peixoto, Lázaro Ramos, Sabotage, Rodrigo Santoro et Luiz Carlos Vasconcelos pour Carandiru
- 2005 :
  - Julio Jung pour Cachimba
  - Fabio Restrepo pour Sumas y restas
- 2006 : Mario Limonta pour Barrio Cuba
- 2007 : Marlon Moreno pour Soñar no cuesta nada
- 2008 : Samuel Le Bihan pour El hombre de arena (es)
- 2009 : Roger Príncep pour Forasters et Los girasoles ciegos
- 2010 : Eliézer Traña pour La Yuma
- 2011 :
- 2012 :
- 2013 :

#### Catalina de Orode la meilleure première œuvre
- 1998 : Historias de fútbol d'Andrés Wood
- 2000 : Solas de Benito Zambrano
- 2001 : Yoyes d'Helena Taberna
- 2002 : Bicho de Sete Cabeças de Jorge Bodanzky
- 2003 : La primera noche de Luis Alberto Restrepo
- 2005 : Próxima salida de Nicolás Tuozzo
- 2006 : Un día sin sexo de Frank Pérez-Garland
- 2007 : Fuga de Pablo Larraín
- 2008 : XXY de Lucía Puenzo
- 2009 : Entre os Dedos de Tiago Guedes et Frederico Serra
- 2010 : Retratos en un mar de mentiras de Carlos Gaviria
- 2011 :
- 2012 :
- 2013 :

#### Catalina de Orodu meilleur court-métrage de fiction
- 2000 : Alguien mató algo de Jorge Navas

#### Catalina de Orodu meilleur court-métrage d'animation
- 2000 : Los girasoles de Manuel Lagares et José Lagares

#### Catalina de Orodu meilleur court-métrage
- 2004 : Usar y tirar de Daniel García-Pablos

#### Catalina de Orodu meilleur documentaire
- 2001 : Los zapatos de Zapata de Luciano Larobina

### Prix spéciaux

#### Prix spécial du jury
- 1962 : Anselmo Duarte pour La Parole donnée (O Pagador de Promessas)
- 1983 : Slava Tsukerman pour Liquid Sky
- 1998 : Carlos Marcovich pour ¿Quién diablos es Juliette?
- 2000 : 
  - Luis Ospina pour Soplo de vida
  - Dago García pour Kalibre 35
- 2001 : Ciro Durán pour La toma de la embajada
- 2002 : Marco Antônio Guimarães pour la bande-son de À la gauche du père (Lavoura Arcaica)
- 2003 : Carlos Sorín pour Historias mínimas
- 2004 : Joshua Marston pour Maria, pleine de grâce (Maria Full of Grace)
- 2007 : Javier Mejía pour Apocalipsur
- 2009 : Juan Carlos Tabío pour La Corne d'abondance
- 2010 : Julia Solomonoff pour Le Dernier Été de la Boyita
- 2013 : Pablo Berger pour Blancanieves
- 2014 : Celina Murga pour The Third Side of the River

#### Prix spécial de la critique
- 1976 : François Truffaut pour L'Histoire d'Adèle H.
- 2000 : Benito Zambrano pour Solas
- 2001 : Andrucha Waddington pour La Vie peu ordinaire de Dona Linhares (Eu Tu Eles)
- 2006 : Vera Fogwill pour Las mantenidas sin sueños

#### Prix du film pour la jeunesse
- 2000 : Michel Ocelot pour Kirikou et la Sorcière

#### Prix des ciné-clubs
- 2000 : Solas de Benito Zambrano
- 2002 : À la gauche du père (Lavoura Arcaica) de Luiz Fernando Carvalho

#### Prix de l'OCIC
- 2001 : Tinta roja de Francisco José Lombardi
- 2002 : 
  - Le Fils de la mariée (El Hijo de la novia) de Juan José Campanella
  - Una casa con vista al mar d'Alberto Arvelo Mendoza

#### Prix de l'OCLACC
- 2003 : La primera noche de Luis Alberto Restrepo
- 2006 : Barrio Cuba de Humberto Solás

### Mentions spéciales

#### Mentions du Meilleur espoir féminin
- 1986 : Marcela Agudelo pour Visa USA

#### Mentions du Meilleur court-métrage
- 2002 : Cuando vuelvas de tus muertes de Carlos Mario Urrea

#### Mentions spéciales
- 1979 : Cuentos inmorales d'Augusto Tamayo San Román
- 1980 : El otro Francisco de Sergio Giral
- 2006 : Violeta de mil colores d'Harold Trompetero

#### Mentions honorables des jurys des films pour la jeunesse
- 2000 : Sergio M. Castilla pour Gringuito (prix décerné par un jury d'adultes)
- 2000 : Fernando Meirelles et Fabrizia Pinto pour Menino Maluquinho 2: A Aventura (prix décerné par un jury d'enfants)

#### Mentions honorables de l'OCLACC
- 2003 : Uma Vida em Segredo de Suzana Amaral

### LPrix du cinéma colombien

#### Prix du public pour le meilleur film colombien
- 2000 : Diástole y sístole: Los movimientos del corazón de Harold Trompetero

#### Prix du meilleur film colombien
- 2000 : Soplo de vida de Luis Ospina
- 2002 : Los niños invisibles de Lisandro Duque Naranjo
- 2006 : Rosario (Rosario Tijeras) d'Emilio Maillé
- 2007 : Apocalipsur de Javier Mejía
- 2008 : Satanás d'Andrés Baiz
- 2010 : L'Accordéon du diable de Ciro Guerra
- 2013 : Anina d'Alfredo Soderguit

#### Prix du meilleur acteur colombien
- 2000 : Nicolás Montero pour Diástole y sístole: Los movimientos del corazón
- 2013 : Alejandro Buitrago pour Deshora

#### Prix de la meilleure actrice colombienne
- 2000 : Marcela Carvajal pour Diástole y sístole: Los movimientos del corazón
- 2004 : Catalina Sandino Moreno pour Maria, pleine de grâce (Maria Full of Grace)

#### Prix du meilleur réalisateur colombien
- 2000 : Luis Ospina pour Soplo de vida
- 2013 : Alfredo Soderguit pour Anina

### Prix du cinéma ibéro-américain

#### Prix du meilleur court-métrage de fiction
- 2003 : Brasil de F. Javier Gutiérrez
- 2004 : 
  - El balancín de Iván de Darío Stegmayer
  - Silencio profundo de Gustavo Loza

### Prix de la télévision colombienne

#### Prix de la révélation
- 2005 : Sara Corrales pour Todos quieren con Marilyn

#### Prix du meilleur acteur
- 2005 : Diego Cadavid pour La Saga: Negocio de familia
- 2006 : Diego Trujillo pour Los Reyes

#### Prix de la meilleure actrice
- 2005 : Zharick León pour Dora, la celadora
- 2006 : Kathy Sáenz pour Juegos prohibidos

#### Prix du meilleur second rôle féminin
- 2005 : Marcela Mar (en) pour Todos quieren con Marilyn
- 2006 : Janeth Waltman pour Los Reyes

#### Prix du meilleur second rôle masculin
- 2005 : Patrick Delmas pour La viuda de la mafia
- 2006 : Patrick Delmas pour La viuda de la mafia

#### Prix du meilleur réalisateur de telenovela
- 2005 : Carlos Villamizar pour La Saga: Negocio de familia
- 2006 : Juan Pablo Posada et Andres Salgado pour Juegos prohibidos

#### Prix de la meilleure telenovela
- 2005 : La Saga: Negocio de familia
- 2006 : Los Reyes

#### Prix du meilleur nouveau format
- 2006 : Factor X - Colombia

#### LPrix du meilleur scénario original
- 2005 : Juan Carlos Perez Florez pour Todos quieren con Marilyn
- 2006 : Ana María Londoño et Herney Luna pour Juegos prohibidos

#### Prix de la révélation de l'année
- 2006 : Julio Cesar Meza pour Factor X - Colombia

#### Prix de la meilleure émission pour la jeunesse
- 2005 : Bichos bichez
- 2006 : Club 10

#### Prix d'honneur
- 2005 : Pepe Sánchez
- 2006 : Franky Linero